# Kuskus skvrnitý
Kuskus skvrnitý (Spilocuscus maculatus) je velký, robustní a neohrabaný stromový vačnatec se zakulacenou hlavou a malýma ušima, liší se od kuskuse pruhovaného chybějícím černým pruhem a menšíma ušima. Zbarvený je bíle s tmavými skvrnami. Veliký je jako kočka, s hustou, velmi jemnou srstí a dlouhým ovíjivým ocasem, který mu slouží k šplhání.

## Výskyt
V severní polovině Yorského poloostrova, kromě toho na Nové Guineji, především v deštných lesích, ale i v řídkých lesích a palmových houštinách.
Spatřit ho lze ale i v Austrálii.

## Základní data
Délka kuskuse pruhovaného je 35 až 45 cm. Jeho hmotnost je 1,5 až 3,5 kg.

## Zajímavosti
Tento kuskus žije na stromech, což poznáme podle mimořádně velkých drápů. Je téměř nemožné ho oddělit od větve, do které zaryl drápy. Živí se v převážné míře plody, listím, s oblibou požírá i ptačí vejce a mláďata a další drobné obratlovce a hmyz. Dožívá se 10 roků.
Je to noční tvor, který má nápadné červené oči.